# 에이모
주식회사 에이모(영어: AIMMO)는 대한민국의 자율주행 데이터 솔루션 기업이다.

## 역사
2016년 3월 17일, 블루웨일이라는 법인으로 설립되었으며, 2017년 2월부로 본점을 서울특별시 신사동에서 성남시 분당구 삼평동으로 이전하였다.
2019년 9월 24일, 상호를 에이모로 변경하였다.
2024년, 기술성장기업 상장특례 기술성 평가를 통과하고 주관사를 한국투자증권로 상장을 신청하였다가 2025년 2월부로 상장을 철회하였다.

## 내용주
1. ↑  베트남 법인
2. ↑  영국 법인
3. ↑  독일 법인